# Plectris parallela
Plectris parallela är en skalbaggsart som beskrevs av Frey 1976. Plectris parallela ingår i släktet Plectris och familjen Melolonthidae. Inga underarter finns listade i Catalogue of Life.